# Chael Sonnen
Chael Sonnen (* 3. April 1977 in Milwaukie, Oregon) ist ein US-amerikanischer MMA-Kämpfer und tritt bzw. trat im Mittel- und Halbschwergewicht an. Sonnen steht zurzeit bei Bellator unter Vertrag. Er gilt als hervorragender Ringer. Im Jahre 2000 wurde er bei den World University Championships im griechisch-römischen Ringen Zweiter in der Gewichtsklasse bis zu 85 kg. Sonnen ist ein All-American im Ringen.

## Mixed-Martial-Arts-Karriere

### Anfänge
Sonnen begann seine Mixed-Martial-Arts-Karriere im Alter von 20 Jahren, als er Ben Hailey am 10. Mai 1997 nach Punkten besiegen konnte. Sein nächster (dokumentierter) Kampf fand allerdings erst knapp fünf Jahre später am 30. März 2002 statt. In diesem Kampf besiegte er den späteren Strikeforce- und UFC-Kämpfer Jason Miller ebenfalls nach Punkten. Diese beiden Kämpfe fanden im Mittelgewicht statt, Sonnens folgende Kämpfe aber im Halbschwergewicht.
Am 13. April 2002 nahm Sonnen am DangerZone LHW Tournament teil, das sich über zwei Runden erstreckte, und gewann dieses und damit die DangerZone Lightheavyweight Championship. Nach zwei weiteren Siegen folgte am 25. Januar 2003 Sonnens erste Niederlage, als er von Trevor Prangley durch Aufgabe in der ersten Runde besiegt wurde. Auf diese Niederlage folgte ein Unentschieden gegen Akihiro Gono und seine zweite Niederlage. Sein Gegner war der spätere UFC Light Heavyweight Champion Forrest Griffin, der ihn in der ersten Runde durch Aufgabe besiegen konnte.
Sonnen stellte nach dieser Niederlage eine Siegesserie über fünf Kämpfe auf, verlor aber seine nächsten drei Kämpfe, zwei davon gegen Jeremy Horn. Seinen nächsten Kampf konnte er gewinnen, den darauffolgenden verlor er aber wieder. Sonnen gewann allerdings seine nächsten zwei Kämpfe und erhielt einen UFC-Vertrag.

### Erste Zeit in der UFC
Sein UFC-Debüt gab er am 7. Oktober 2005 gegen Renato Sobral und verlor dieses durch Aufgabe in der zweiten Runde. Nach diesem Kampf wechselte er ins Mittelgewicht und besiegte in jenem Trevor Pringley am 6. April 2006 nach Punkten. Am 27. Mai 2006 bestritt er seinen dritten Kampf gegen Jeremy Horn. Sonnen sprang hier kurzfristig für Evan Tanner ein, der den Kampf aufgrund persönlicher Probleme absagen musste. Sonnen verlor hier, wie im zweiten Kampf, erneut per Aufgabe gegen Horn. Kurz darauf wurde er entlassen.

### Nach UFC
Nach seiner Entlassung gewann Sonnen fünf Kämpfe hintereinander. Daraufhin erhielt er am 12. Dezember 2007 einen Titelkampf für die WEC Middleweight Championship gegen Paulo Filho. Das Kampfende wurde als kontrovers bezeichnet, da der Ringrichter den Kampf stoppte, als Sonnen sich in einem Triangle Choke befand und nach Ansicht des Ringrichters nicht antwortete, als dieser ihn fragte, ob er aufgeben wolle. Sonnen hingegen sagte, dass er dem Ringrichter mitgeteilt habe, dass er nicht aufgeben wolle. Daraufhin sollte am 26. März 2008 ein Rückkampf stattfinden, Filho schied aber aufgrund eines Drogenentzugs aus. Stattdessen traf Sonnen auf Bryan Baker, den er nach Punkten besiegte. Der Rückkampf fand am 5. November 2008 statt, den Sonnen nach Punkten gewinnen konnte. Filho überschritt aber das Gewichtslimit, wodurch es nicht um den Titel ging. Nach dem Kampf kündigte Filho an, den Titel aufzugeben. Durch die Integration der Mittelgewichtsdivision der WEC in die UFC kam es allerdings nicht dazu, da Sonnen dadurch zur UFC zurückkehrte.

### Rückkehr zur UFC
Durch die Auflösung der Mittelgewichtsdivision der WEC kam er zur UFC zurück. Seinen ersten Kampf verlor er aber durch Aufgabe gegen Demian Maia. In seinem nächsten Kampf trat er als Ersatz für Yushin Okami, der sich zuvor verletzte, gegen Dan Miller an. Sonnen gewann den Kampf nach Punkten. Auch seinen nächsten Kampf konnte er nach Punkten gewinnen, diesmal gegen Yushin Okami. Durch seinen folgenden Sieg über Nate Marquardt bekam er einen Titelkampf gegen Anderson Silva (Kampfsportler) zugesprochen. Sonnen konnte die ersten vier Runden gewinnen, wurde dann aber in der fünften Runde zur Aufgabe gezwungen. Bei Sonnen wurden erhöhte Testosteronwerte festgestellt, weshalb er für ein Jahr gesperrt wurde.
Sonnen gab an, dass bei ihm Hypogonadismus diagnostiziert wurde und er daher eine Testosterone Replacement Therapy (TRT) benötige. Die Sperre blieb allerdings weiter bestehen, wurde aber auf sechs Monate verkürzt.
Am 8. Oktober 2011 kehrte er mit einem Aufgabesieg über Brian Stann zurück. Daraufhin gewann er einen Kampf gegen Michael Bisping nach Punkten, worauf er einen Rückkampf gegen Anderson Silva erhielt. Sonnen unterlag erneut, diesmal durch TKO in Runde 2. Sonnen kehrte daraufhin ins Halbschwergewicht zurück. Es wurde zunächst ein Kampf gegen Forrest Griffin festgesetzt, dieser wurde abgesetzt, da Sonnen als Coach für The Ultimate Fighter festgesetzt wurde und trat nach Ende der Staffel gegen den anderen Coach und Halbschwergewichtschampion Jon Jones um dessen Titel an. Diesen Kampf verlor Sonnen am 27. April 2013 durch TKO in der ersten Runde.
Sein nächster Kampf fand am 17. August 2013 statt. Dort trat er gegen Mauricio Rua an, den er durch Aufgabe in der ersten Runde besiegen konnte. Hier für erhielt er die Submission of the Night-Auszeichnung.
2014 wurde Sonnen für zwei Jahre gesperrt, weil bei einem Dopingtest bei ihm HGH und EPO festgestellt wurden.

## Erfolge
- Ultimate Fighting Championship
  - 2× Fight of the Night
  - 1× Submission of the Night
- Gladiator Challenge
  - 1× Gladiator Challenge Light Heavyweight Championship[2]
- DangerZone
  - 1× DangerZone Light Heavyweight Championship[2]
  - 1× DangerZone Light Heavyweight Tournament Sieger
- Hitman Fighting Productions
  - 1× Hitman Light Heavyweight Championship[2]
- World MMA Awards
  - Fight of the Year (2010) gegen Anderson Silva am 17. August

## Kampfstatistik
| Ergebnis      | Rekord  | Gegner             | Methode                       | Veranstaltung                                | Datum         | Runde | Zeit | Ort                         | Notiz                                                                                       |
| ------------- | ------- | ------------------ | ----------------------------- | -------------------------------------------- | ------------- | ----- | ---- | --------------------------- | ------------------------------------------------------------------------------------------- |
| Niederlage    | 31-16-1 | Fedor Emelianenko  | TKO                           | Bellator 208                                 | 13. Okt. 2018 | 1     | 4:45 | Uniondale, USA              |                                                                                             |
| Sieg          | 31–15–1 | Quinton Jackson    | Punkte                        | Bellator 192                                 | 20. Jan. 2018 | 3     | 5:00 | Inglewood, Kalifornien, USA | „Bellator Schwergewichts Grand Prix Viertelfinale“                                          |
| Sieg          | 30–15–1 | Wanderlei Silva    | Punkte                        | Bellator 180                                 | 24. Juni 2017 | 3     | 5:00 | New York City, USA          |                                                                                             |
| Niederlage    | 29–15–1 | Tito Ortiz         | Submission (Rear Naked Choke) | Bellator 170                                 | 21. Jan. 2017 | 1     | 2:03 | Inglewood, Kalifornien, USA |                                                                                             |
| Niederlage    | 29–14–1 | Rashad Evans       | TKO (Punches)                 | UFC 167                                      | 16. Nov. 2013 | 1     | 4:05 | Las Vegas, Nevada, USA      |                                                                                             |
| Sieg          | 29–13–1 | Mauricio Rua       | Aufgabe (Guillotine Choke)    | UFC Fight Night 26                           | 17. Aug. 2013 | 1     | 4:47 | Boston, USA                 | Submission of the Night                                                                     |
| Niederlage    | 28–13–1 | Jon Jones          | TKO                           | UFC 159                                      | 27. Apr. 2013 | 1     | 4:33 | Newark, USA                 | Rückkehr ins Halbschwergewicht; für die UFC Light Heavyweight Championship                  |
| Niederlage    | 28–12–1 | Anderson Silva     | TKO                           | UFC 148                                      | 7. Juli 2012  | 2     | 1:55 | Las Vegas, USA              | für die UFC Middleweight Championship                                                       |
| Sieg          | 28–11–1 | Michael Bisping    | nach Punkten                  | UFC on Fox: Evans vs. Davis                  | 28. Jan. 2012 | 3     | 5:00 | Chicago, USA                |                                                                                             |
| Sieg          | 27–11–1 | Brian Stann        | Aufgabe (Arm triangle)        | UFC 136                                      | 8. Okt. 2011  | 2     | 3:51 | Houston, USA                |                                                                                             |
| Niederlage    | 26–11–1 | Anderson Silva     | Aufgabe (triangle armbar)     | UFC 117                                      | 7. Aug. 2010  | 5     | 3:10 | Oakland, USA                | für die UFC Middleweight Championship; Fight of the Night                                   |
| Sieg          | 26–10–1 | Nate Marquardt     | nach Punkten                  | UFC 109                                      | 6. Feb. 2010  | 3     | 5:00 | Las Vegas, USA              | Fight of the Night                                                                          |
| Sieg          | 25–10–1 | Yushin Okami       | nach Punkten                  | UFC 104                                      | 24. Okt. 2010 | 3     | 5:00 | Los Angeles, USA            |                                                                                             |
| Sieg          | 24–10–1 | Dan Miller         | nach Punkten                  | UFC 98                                       | 23. Mai 2009  | 3     | 5:00 | Las Vegas, USA              |                                                                                             |
| Niederlage    | 23–10–1 | Demian Maia        | Aufgabe (Triangle choke)      | UFC 95                                       | 21. Feb. 2009 | 1     | 2:37 | London, England             |                                                                                             |
| Sieg          | 23–9–1  | Paulo Filho        | nach Punkten                  | WEC 36                                       | 5. Nov. 2008  | 3     | 5:00 | Hollywood, USA              | kein Titelkampf, da Filho das Gewichtslimit überschritt                                     |
| Sieg          | 22–9–1  | Bryan Baker        | nach Punkten                  | WEC 33                                       | 26. März 2008 | 3     | 5:00 | Las Vegas, USA              |                                                                                             |
| Niederlage    | 21–9–1  | Paulo Filho        | Aufgabe (armbar)              | WEC 31                                       | 12. Dez. 2007 | 2     | 4:55 | Las Vegas, USA              | für die WEC Middleweight Championship.                                                      |
| Sieg          | 21–8–1  | Kyacey Uscola      | TKO                           | SF 20: Homecoming                            | 27. Okt. 2007 | 1     | N/A  | Portland, USA               |                                                                                             |
| Sieg          | 20–8–1  | Amar Suloev        | TKO (punches)                 | Bodog Fight: Alvarez vs. Lee                 | 14. Juli 2007 | 2     | 3:33 | Trenton, USA                |                                                                                             |
| Sieg          | 19–8–1  | Tim McKenzie       | Aufgabe (brabo choke)         | Bodog Fight: Costa Rica Combat               | 18. Feb. 2007 | 1     | 0:13 | Costa Rica                  |                                                                                             |
| Sieg          | 18–8–1  | Alexey Oleinik     | nach Punkten                  | Bodog Fight: USA vs. Russia                  | 2. Dez. 2006  | 3     | 5:00 | Vancouver, Kanada           |                                                                                             |
| Sieg          | 17–8–1  | Tim Credeur        | TKO                           | Bodog Fight: To the Brink of War             | 22. Aug. 2006 | 1     | 2:18 | Costa Rica                  |                                                                                             |
| Niederlage    | 16–8–1  | Jeremy Horn        | Aufgabe (Armbar)              | UFC 60                                       | 27. Mai 2006  | 2     | 1:17 | Los Angeles, USA            |                                                                                             |
| Sieg          | 16–7–1  | Trevor Prangley    | nach Punkten                  | UFC Ultimate Fight Night 4                   | 6. Apr. 2006  | 3     | 5:00 | Las Vegas, USA              |                                                                                             |
| Niederlage    | 15–7–1  | Renato Sobral      | Aufgabe (Triangle choke)      | UFC 55                                       | 7. Okt. 2005  | 2     | 1:20 | Uncasville, USA             |                                                                                             |
| Sieg          | 15–6–1  | Tim Williams       | TKO                           | SF 11: Rumble at the Rose Garden             | 9. Juli 2005  | 1     | 3:59 | Portland, USA               |                                                                                             |
| Sieg          | 14–6–1  | Adam Ryan          | TKO                           | Euphoria: USA vs World                       | 26. Feb. 2005 | 1     | 3:49 | Atlantic City, USA          |                                                                                             |
| Niederlage    | 13–6–1  | Terry Martin       | TKO                           | XFO 4: International                         | 3. Dez. 2004  | 2     | 5:00 | McHenry, USA                |                                                                                             |
| Sieg          | 13–5–1  | Alex Stiebling     | nach Punkten                  | WEC 12                                       | 21. Okt. 2004 | 3     | 5:00 | Lemoore, USA                |                                                                                             |
| Niederlage    | 12–5–1  | Jeremy Horn        | Aufgabe (Guillotine choke)    | SF 6: Battleground in Reno                   | 23. Sep. 2004 | 2     | 2:35 | Reno, USA                   |                                                                                             |
| Niederlage    | 12–4–1  | Keiichiro Yamamiya | nach Punkten                  | Pancrase: 2004 Neo-Blood Tournament Final    | 25. Juli 2004 | 3     | 5:00 | Tokio, Japan                |                                                                                             |
| Niederlage    | 12–3–1  | Jeremy Horn        | TKO                           | Extreme Challenge 57                         | 6. Mai 2004   | 1     | 3:34 | Council Bluffs, USA         |                                                                                             |
| Sieg          | 12–2–1  | Justin Bailey      | KO                            | Rage on the River                            | 17. Apr. 2004 | 1     | 0:40 | Redding, USA                |                                                                                             |
| Sieg          | 11–2–1  | Arman Gambaryan    | nach Punkten                  | Euphoria: Russia vs USA                      | 13. März 2004 | 3     | 5:00 | Atlantic City, USA          |                                                                                             |
| Sieg          | 10–2–1  | Homer Moore        | nach Punkten                  | ROTR 4.5: Proving Grounds                    | 27. Dez. 2003 | 2     | 5:00 | Hilo, USA                   |                                                                                             |
| Sieg          | 9–2–1   | Greg Curnut        | Aufgabe (punches)             | FCFF: Rumble at the Roseland 10              | 13. Dez. 2003 | 1     | 1:07 | Portland, USA               |                                                                                             |
| Sieg          | 8–2–1   | Jason Lambert      | nach Punkten                  | Gladiator Challenge 20                       | 13. Nov. 2003 | 3     | 5:00 | Colusa, USA                 | gewann Gladiator Challenge Light Heavyweight Championship                                   |
| Niederlage    | 7–2–1   | Forrest Griffin    | Aufgabe (Triangle choke)      | IFC: Global Domination                       | 6. Sep. 2003  | 1     | 2:25 | Denver, USA                 |                                                                                             |
| Sieg          | 7–1–1   | Renato Sobral      | Punkte                        | Hitman Fighting 3                            | 2. Mai 2003   | 3     | 5:00 | Santa Ana, Kalifornien, USA |                                                                                             |
| Unentschieden | 6–1–1   | Akihiro Gono       | Draw                          | Pancrase: Hybrid 2                           | 16. Feb. 2003 | 2     | 5:00 | Osaka, Japan                |                                                                                             |
| Niederlage    | 6–1     | Trevor Prangley    | Technische Aufgabe (Armbar)   | XFA 5: Redemption                            | 25. Jan. 2003 | 1     | 2:49 | West Palm Beach, USA        |                                                                                             |
| Sieg          | 6–0     | Justin Hawes       | TKO                           | UFCF: Rumble in Rochester                    | 24. Aug. 2002 | 2     | 4:26 | Rochester, USA              |                                                                                             |
| Sieg          | 5–0     | Jesse Ault         | nach Punkten                  | Real Fighting Championships 1: The Beginning | 13. Juli 2002 | 3     | 5:00 | Las Vegas, USA              |                                                                                             |
| Sieg          | 4–0     | Scott Shipman      | Aufgabe (Forearm choke)       | DangerZone 13: Caged Heat                    | 13. Apr. 2002 | 2     | 2:08 | New Town, USA               | Finale des DangerZone LHW Tournaments; Gewann die DangerZone Light Heavyweight Championship |
| Sieg          | 3–0     | Jesse Ault         | nach Punkten                  | DangerZone 13: Caged Heat                    | 13. Apr. 2002 | 2     | 5:00 | New Town, USA               | Halbfinale des DangerZone LHW Tournaments                                                   |
| Sieg          | 2–0     | Jason Miller       | nach Punkten                  | HFP 1: Rumble on The Reservation             | 30. März 2002 | 2     | 5:00 | Anza, USA                   | Kampf im Mittelgewicht                                                                      |
| Sieg          | 1–0     | Ben Hailey         | nach Punkten                  | Battle of Fort Vancouver                     | 10. Mai 1997  | 1     | N/A  | Vancouver, USA              |                                                                                             |

## Sonstiges
Chael Sonnen hatte im Film Das Schwergewicht eine kleine Gastrolle als Boxer. Im Film Zwei vom alten Schlag spielte er sich selbst.